# 中期ジュラ紀
| 累代        | 代     | 紀       | 世           | 期                     | 基底年代 Mya |
| ----------- | ------ | -------- | ------------ | ---------------------- | ------------ |
| 顕生代      | 新生代 | 新生代   | 新生代       |                        | 66           |
| 顕生代      | 中生代 | 白亜紀   | 後期白亜紀   | マーストリヒチアン     | 72.1         |
| 顕生代      | 中生代 | 白亜紀   | 後期白亜紀   | カンパニアン           | 83.6         |
| 顕生代      | 中生代 | 白亜紀   | 後期白亜紀   | サントニアン           | 86.3         |
| 顕生代      | 中生代 | 白亜紀   | 後期白亜紀   | コニアシアン           | 89.8         |
| 顕生代      | 中生代 | 白亜紀   | 後期白亜紀   | チューロニアン         | 93.9         |
| 顕生代      | 中生代 | 白亜紀   | 後期白亜紀   | セノマニアン           | 100.5        |
| 顕生代      | 中生代 | 白亜紀   | 前期白亜紀   | アルビアン             | 113          |
| 顕生代      | 中生代 | 白亜紀   | 前期白亜紀   | アプチアン             | 125          |
| 顕生代      | 中生代 | 白亜紀   | 前期白亜紀   | バレミアン             | 129.4        |
| 顕生代      | 中生代 | 白亜紀   | 前期白亜紀   | オーテリビアン         | 132.9        |
| 顕生代      | 中生代 | 白亜紀   | 前期白亜紀   | バランギニアン         | 139.8        |
| 顕生代      | 中生代 | 白亜紀   | 前期白亜紀   | ベリアシアン           | 145          |
| 顕生代      | 中生代 | ジュラ紀 | 後期ジュラ紀 | チトニアン             | 152.1        |
| 顕生代      | 中生代 | ジュラ紀 | 後期ジュラ紀 | キンメリッジアン       | 157.3        |
| 顕生代      | 中生代 | ジュラ紀 | 後期ジュラ紀 | オックスフォーディアン | 163.5        |
| 顕生代      | 中生代 | ジュラ紀 | 中期ジュラ紀 | カロビアン             | 166.1        |
| 顕生代      | 中生代 | ジュラ紀 | 中期ジュラ紀 | バトニアン             | 168.3        |
| 顕生代      | 中生代 | ジュラ紀 | 中期ジュラ紀 | バッジョシアン         | 170.3        |
| 顕生代      | 中生代 | ジュラ紀 | 中期ジュラ紀 | アーレニアン           | 174.1        |
| 顕生代      | 中生代 | ジュラ紀 | 前期ジュラ紀 | トアルシアン           | 182.7        |
| 顕生代      | 中生代 | ジュラ紀 | 前期ジュラ紀 | プリンスバッキアン     | 190.8        |
| 顕生代      | 中生代 | ジュラ紀 | 前期ジュラ紀 | シネムーリアン         | 199.3        |
| 顕生代      | 中生代 | ジュラ紀 | 前期ジュラ紀 | ヘッタンギアン         | 201.3        |
| 顕生代      | 中生代 | 三畳紀   | 後期三畳紀   | レーティアン           | 208.5        |
| 顕生代      | 中生代 | 三畳紀   | 後期三畳紀   | ノーリアン             | 227          |
| 顕生代      | 中生代 | 三畳紀   | 後期三畳紀   | カーニアン             | 237          |
| 顕生代      | 中生代 | 三畳紀   | 中期三畳紀   | ラディニアン           | 242          |
| 顕生代      | 中生代 | 三畳紀   | 中期三畳紀   | アニシアン             | 247.2        |
| 顕生代      | 中生代 | 三畳紀   | 前期三畳紀   | オレネキアン           | 251.2        |
| 顕生代      | 中生代 | 三畳紀   | 前期三畳紀   | インドゥアン           | 251.902      |
| 顕生代      | 古生代 | 古生代   | 古生代       |                        | 541          |
| 原生代      | 原生代 | 原生代   | 原生代       |                        | 2500         |
| 太古代      | 太古代 | 太古代   | 太古代       |                        | 4000         |
| 冥王代      | 冥王代 | 冥王代   | 冥王代       |                        | 4600         |
| 1. 2. 3. 4. |        |          |              |                        |              |

中期ジュラ紀（ちゅうきジュラき、英：Middle Jurassic）は、1億7410万年（誤差100万年）前から約1億6350万年（誤差100万年）前にあたる、中生代ジュラ紀を三分したうちの2番目の地質時代。カロビアン、バトニアン、バッジョシアン、アーレニアンの3つの期に区分される。

## 地理と環境

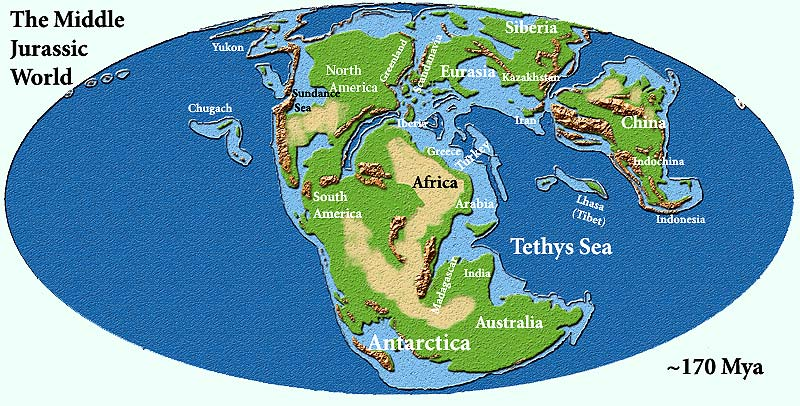
1億7000万年前（バッジョシアン期）の大陸配置

パンゲア大陸はまだ存在しており、ほぼ全ての大陸は陸続きであった。このため恐竜は地域ごとの分化というよりも後述する同心円状の分化をしていた。とはいえ当時の中国が海路で分断されているなど、分裂はこの時代に始まりつつあり、地域的な固有性も以前の時代に比べて高まっていたことが予想される。
中期ジュラ紀から後期ジュラ紀にかけては、温室効果ガスである二酸化炭素の大気中濃度が上昇していた。

## 動物相
中部ジュラ系の陸成層は全球的に少なく、それゆえ陸上脊椎動物の化石記録も乏しいため、この時代の動物相の多くは明らかになっていない。恐竜の鳥盤類からは装盾亜目（剣竜類）や鳥脚類が出現した。当時から剣竜類の尾には特徴的なスパイクや小型の装甲があり、また鳥脚類には摩耗に対して咀嚼面を維持するデンタルバッテリー構造があった。
竜盤類のうち竜脚類は中期ジュラ紀に生息域を地球全域に拡大させて繁栄を遂げた。南アメリカのパタゴサウルス（ケティオサウルス科）などは新竜脚類と比較して基盤的であり、これら基盤的な竜脚類の分布域の中に同心円状に新たな系統の竜脚類が分布していた。この分布の様子は水面の波紋にも喩えられる。この時代に出現した新竜脚類にはディプロドクス上科とティタノサウルス形類がおり、前者はヨーロッパ付近、後者はマダガスカル付近に起源を持つ。なお中国では竜脚類が独自の進化を遂げており、尾に比べて首の長い竜脚類が繁栄した。またシュノサウルスのように尾に棍棒や棘を持つものも出現した。
獣脚類ではテタヌラ類やその下位分類群であるコエルロサウルス類が出現した。コエルロサウルス類の中には、後のティラノサウルスを含む分類群であるティラノサウルス上科も出現した。具体的な属にはキレスクスやプロケラトサウルス、遅れて中期ジュラ紀最末期から後期ジュラ紀最初期のグアンロンがいた。また、鳥類の特徴を持つ獣脚類もこの頃現れていた。大型で複雑な羽毛、大きな脳を収納できる頭蓋骨、長い前肢といった特徴はアーレニアン - バッジョシアン期頃の1億7000万年前に出現した。